# Halgerda stricklandi
Halgerda stricklandi Fahey & Gosliner, 1999 è un mollusco nudibranchio della famiglia Discodorididae.

## Descrizione
Corpo colore rosato, ricoperto da puntini rosa più scuro o arancio, con estroflessioni dello stesso colore con la sommità arancio. Rinofori e branchie rosa grigio con strisce grigio scuro o nere.
Simile a H. batangas, ma a differenza di questa non ha alcun reticolato sul corpo.

## Distribuzione e habitat
Reperita unicamente in Thailandia, nel mare delle Andamane.